# National Health and Medical Research Council

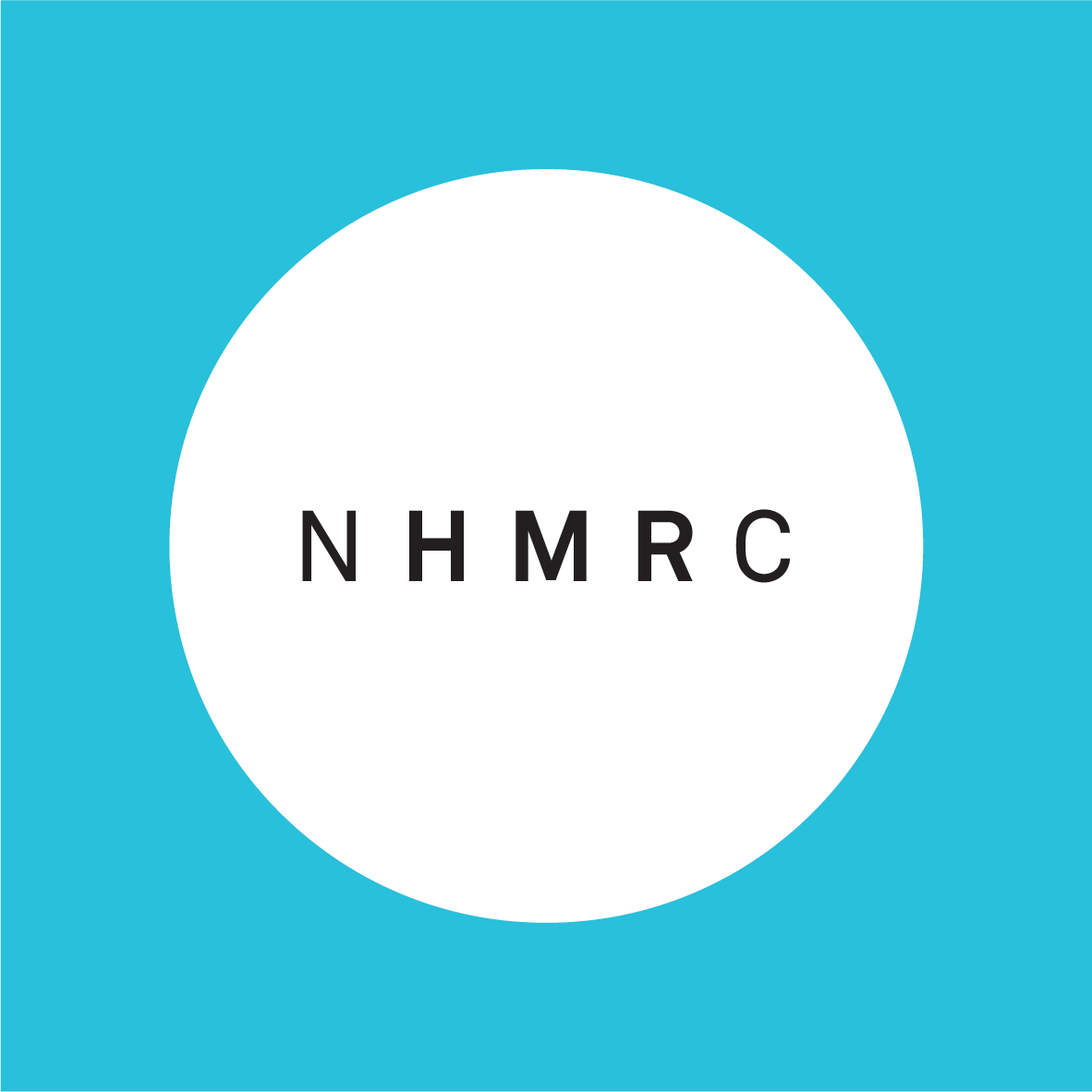
Le logo du NHMRC

Le National Health and Medical Research Council (NHMRC) est le principal organisme de financement pour la recherche médicale en Australie, doté d'un budget d'environ 900 millions de dollars par an,. Cette institution a été créée en 1936 pour élaborer et maintenir des normes dans le domaine de la santé, et est régie par la loi nommée National Health and Medical Research Council Act 1992. 
Le NHMRC est un organisme important, soumis à la loi fédérale de 1997 (Financial Management and Accountability Act 1997).  Il faisait partie du portefeuille du ministère de la Santé et du vieillissement australien jusqu'à la mi-2007, date à laquelle il est devenu une autorité statutaire autonome. 
Avec l’Australian Research Council (ARC), le NHMRC est l’une des deux principales agences du gouvernement australien qui allouent des fonds pour la recherche aux universitaires et aux chercheurs des universités australiennes. 

## Évaluation des recherches par le NHMRC
Le système d'évaluation du NHMRC est couramment utilisé pour évaluer les publications médicales. 

## Historique
En 2010, le nouveau système en ligne du NHMRC pour les demandes de subvention a fait l'objet de critiques après une série de problèmes techniques. 
L'association Organisation Intersex International Australia a critiqué le NHMRC pour avoir financé des programmes de recherche qui classaient les variations intersexuées dans la catégorie des troubles,.